# Collins-Totenkopfaffe
Der Collins-Totenkopfaffe (Saimiri collinsi) ist eine kleine Primatenart aus der Gattung der Totenkopfaffen innerhalb der Familie der Kapuzinerartigen (Cebidae). Das Verbreitungsgebiet der Art liegt im südöstlichen Amazonasbecken südlich des Amazonas und umfasst die Mitte und den Osten des südlich des Amazonas gelegenen Teils des Bundesstaates Pará inklusive der in der Amazonasmündung gelegenen Insel Marajó sowie den äußeren Westen von Maranhão und die Nordspitze von Tocantins. Damit liegt das Verbreitungsgebiet nicht nur im Regenwald, sondern umfasst auch Galeriewälder in der Cerrado.

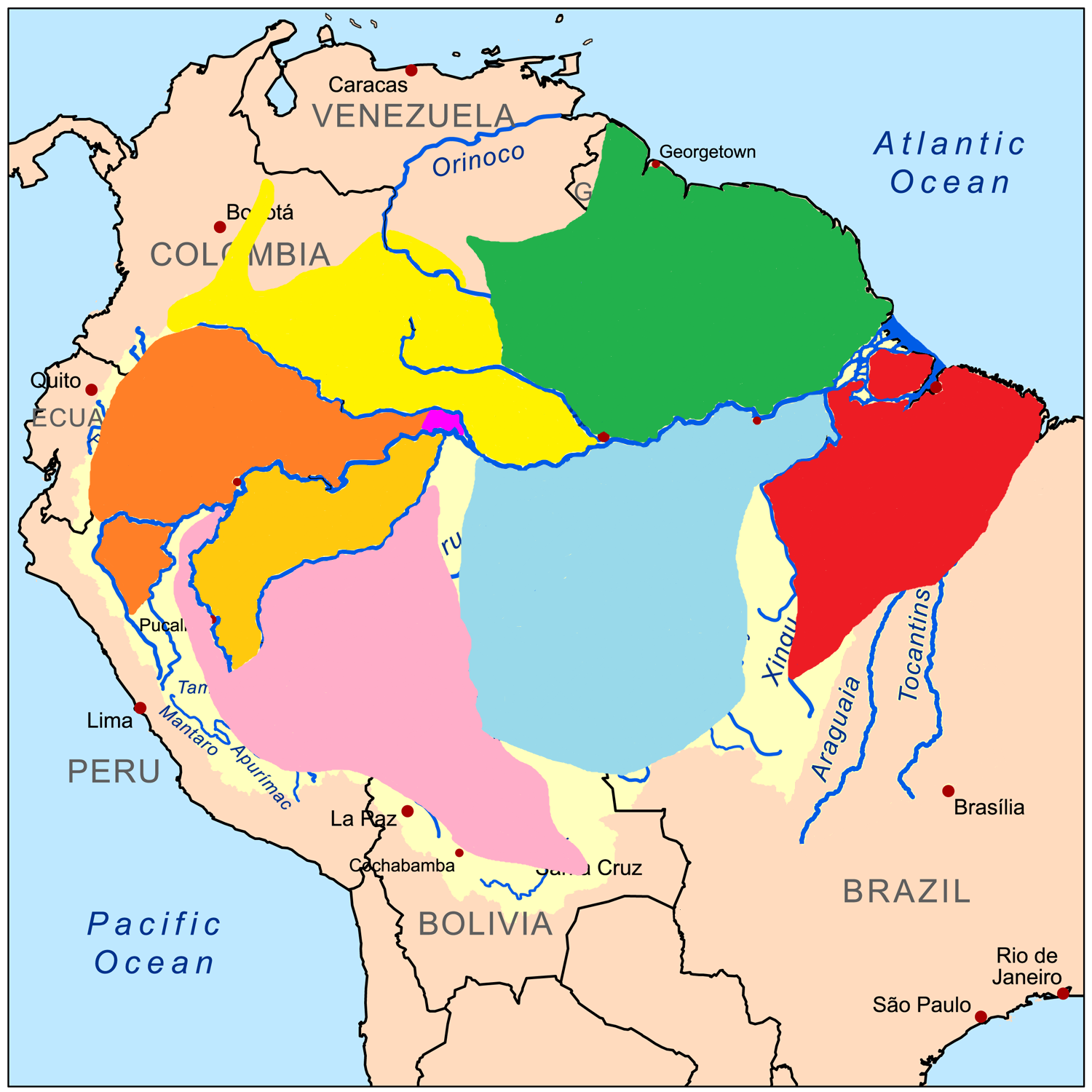
Das Verbreitungsgebiet von Collins-Totenkopfaffen (S. collinsi)

## Merkmale
Der Collins-Totenkopfaffe ähnelt stark dem Guyana-Totenkopfaffen (Saimiri sciureus), hat im Unterschied zu diesem aber eine gelbliche Kopfoberseite (grau bei Saimiri sciureus). Die Schulterregion des Collins-Totenkopfaffen ist orangegelb, mit gräulichem Einschlag. Rücken und Hüfte sind meist orange-kastanienbraun mit schwarzen Flecken, oder weniger häufig rein kastanienbraun (schwärzlich bis kastanienbraun dagegen beim Gewöhnlichen Totenkopfaffen). Hände und Füße, sowie Hand- und Fußgelenke sind beim Collins-Totenkopfaffen gelblich, aber gelblich bis rötlich beim Gewöhnlichen Totenkopfaffen. Bei den Männchen ist der mittlere Abstand von rechtem zu linkem Jochbein bei Saimiri collinsi deutlich schmaler als bei Saimiri sciureus, bei den Weibchen ist die Breite gemessen über den oberen Backenzähnen kleiner als bei Saimiri sciureus.

## Systematik
Die Art wurde 1916 anhand eines auf der Insel Marajó gefangenen Männchens durch den US-amerikanischen Zoologen Wilfred Hudson Osgood beschrieben. Später wurde die Art als Unterart (S. sciureus collinsi) dem Gewöhnlichen Totenkopfaffen zugeordnet. In einer im Oktober 2014 erschienenen, auf den Vergleich von mitochondrialer DNA beruhenden Untersuchung, wurde die Art wieder revalidiert. Die genetische Distanz zwischen beiden Formen liegt zwischen 3,4 % und 4,9 %, zudem ist der Gewöhnliche Totenkopfaffe näher mit dem Mittelamerikanischen Totenkopfaffen (Saimiri oerstedii) verwandt als mit dem Collins-Totenkopfaffen.

## Etymologie und Forschungsgeschichte
Wilfred Hudson Osgood beschrieb den Collins-Totenkopfaffen unter dem Namen Saimiri sciureus collinsi. Das Typusexemplar wurde von Maria Emilie Snethlage am 15. November 1911 bei  Fazenda Teso nahe Soure gesammelt. Der Name des Affen ist Alfred Morris Collins (1876–1951) gewidmet, der gemeinsam mit Lee Garnett Day und anderen zu einer Expedition nach Südamerika aufbrach.